# هارولد فرازير
هارولد فرازير (بالإنجليزية: Harold Fraser)‏ هو لاعب غولف أمريكي، ولد في 26 أكتوبر 1872 في وودستوك في كندا، وتوفي في 4 يناير 1945 في أوتاوا في الولايات المتحدة.

## وصلات خارجية
- هارولد فرازير على موقع أوليمبيديا (الإنجليزية)